# Palazinges
Palazinges is een gemeente in het Franse departement Corrèze (regio Nouvelle-Aquitaine) en telt 113 inwoners (2009). De plaats maakt deel uit van het arrondissement Brive-la-Gaillarde.

## Geografie
De oppervlakte van Palazinges bedraagt 5,2 km², de bevolkingsdichtheid is dus 21,7 inwoners per km².
De onderstaande kaart toont de ligging van Palazinges met de belangrijkste infrastructuur en aangrenzende gemeenten.

## Demografie
Onderstaande figuur toont het verloop van het inwonertal (bron: INSEE-tellingen).